# Ganges (Hérault)
Ganges – miejscowość i gmina we Francji, w regionie Oksytania, w departamencie Hérault.
Według danych na rok 1990 gminę zamieszkiwały 3343 osoby, a gęstość zaludnienia wynosiła 467 osób/km² (wśród 1545 gmin Langwedocji-Roussillon Ganges plasuje się na 111. miejscu pod względem liczby ludności, natomiast pod względem powierzchni na miejscu 893.).
W XVII i XVIII wieku Ganges był ważnym ośrodkiem produkcji jedwabiu.